# Bayerisches Staatsministerium für Gesundheit, Pflege und Prävention
Das Bayerische Staatsministerium für Gesundheit, Pflege und Prävention (StMGPP) wurde in Bayern erstmals im Oktober 2013 als eigenständiges Ministerium geschaffen. Das Ministerium hat seinen Sitz in Nürnberg sowie München. Es wurde herausgelöst aus dem bisherigen Bayerischen Staatsministerium für Umwelt und Gesundheit. Die Bezeichnung war bis November 2023 Bayerisches Staatsministerium für Gesundheit und Pflege (StMGP).

## Sitz
Der Sitz des Ministeriums war ursprünglich in München. Er befindet sich heute in Nürnberg am Gewerbemuseumsplatz 2. Die Bayerische Staatsregierung hatte bei ihrer Klausurtagung Ende Juli 2016 den Umzug des Ministeriums nach Nürnberg beschlossen, der Umzug sollte schrittweise vollzogen werden. In München wird es zudem weiterhin eine „Kopfstelle“ des Ministeriums geben. Von circa 300 Mitarbeitern des Ministeriums arbeiteten 2020 bereits 110 in Nürnberg.

## Leitung
Zur ersten amtierenden Staatsministerin des Ministeriums wurde die Ärztin Melanie Huml ernannt, die zuvor Staatssekretärin im Bayerischen Staatsministerium für Umwelt und Gesundheit war. Am 11. Januar 2021 wurde Klaus Holetschek zum Staatsminister berufen. Da Holetschek am 10. Oktober 2023 zum neuen Vorsitzenden der CSU-Fraktion im Bayerischen Landtag gewählt wurde, schied er mit Ablauf des 13. Oktober 2023 aus dem Amt des Bayerischen Staatsministers für Gesundheit und Pflege aus. Ab 14. Oktober 2023 übernahm die Bayerische Staatsministerin für Familie, Arbeit und Soziales Ulrike Scharf vertretungsweise gemäß den Vorgaben des § 4 der Geschäftsordnung der Bayerischen Staatsregierung (§ 4 StRGO) das Amt als Staatsministerin für Gesundheit und Pflege bis zur Vereidigung eines neuen Staatsministers. Seit 8. November 2023 ist Judith Gerlach Ministerin für Gesundheit, Pflege und Prävention.
Der Staatsminister wird in der Leitung des Staatsministeriums durch den Amtschef und Ministerialdirektor Rainer Hutka (seit 1. Juli 2024) unterstützt.

## Aufgaben

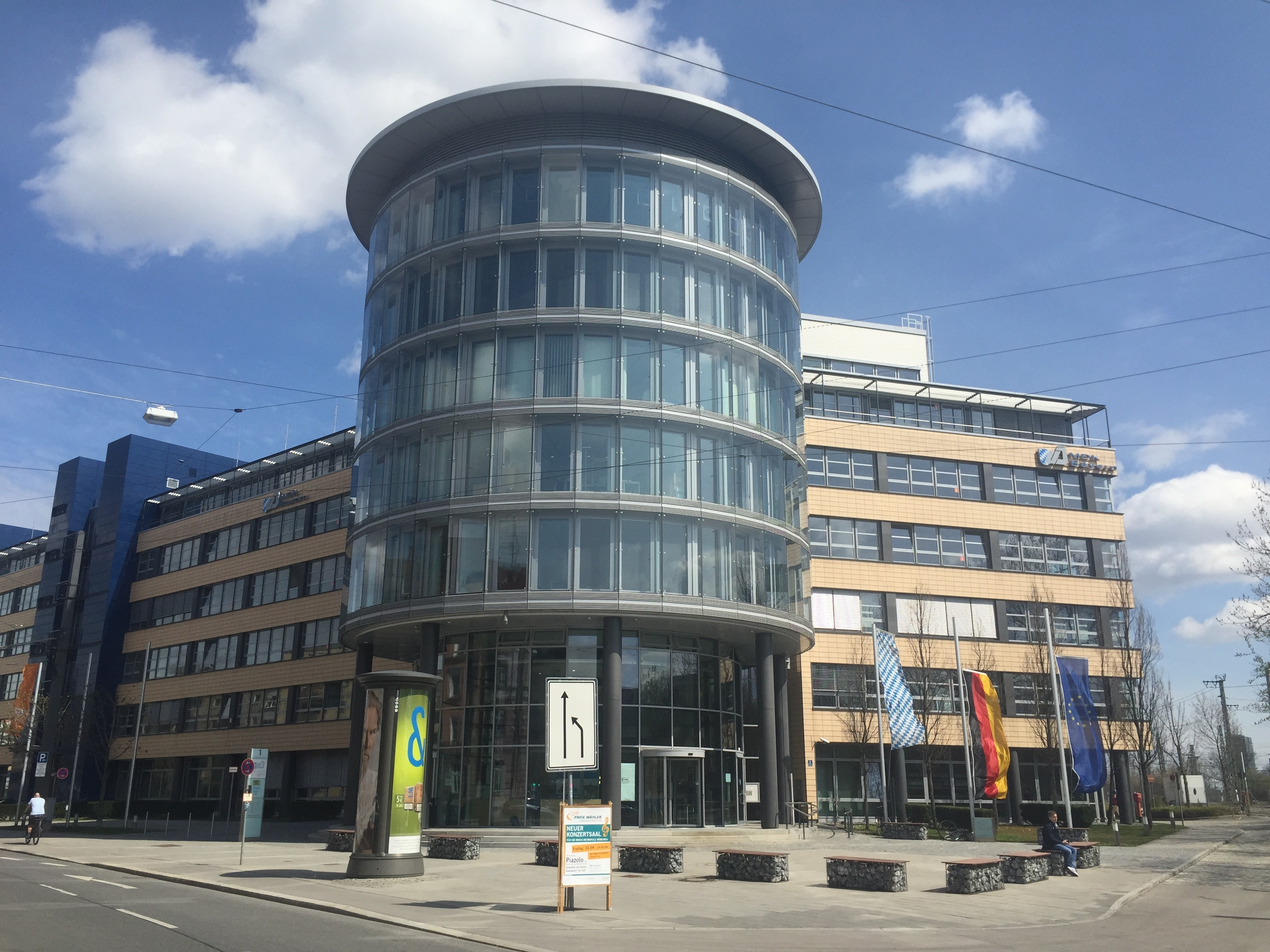
Gebäude, in dem das Bayerische Staatsministerium für Gesundheit, Pflege und Prävention seit September 2014 untergebracht ist

Das Ministerium ist zuständig für das gesamte Gesundheitswesen (betreffend Humangesundheit) einschließlich der gesetzlichen Krankenversicherung. Dazu gehört auch die Zuständigkeit für das Krankenhaus- und das Arzneimittelwesen. Es übernimmt ferner aus dem Bereich des Bayerischen Staatsministeriums für Arbeit und Soziales, Familie und Integration den Bereich der Pflege einschließlich der sozialen Pflegeversicherung und zugehöriger Gebiete, etwa das Hospizwesen, die Familienpflege und die Stärkung pflegender Angehöriger. Zu den Aufgaben gehören Infektionsschutz und Hygiene, Bekämpfung von Epidemien, Süchte und Drogen, Arzneimittel und Apothekenwesen und Ernährungsmedizin. Als oberste Fachbehörde wird sie durch die Gesundheitsämter, das Bayerische Landesamt für Gesundheit und Lebensmittelsicherheit, das Bayerische Landesprüfungsamt für Sozialversicherung und das Bayerische Landesamt für Pflege unterstützt.

### Rechtsaufsicht
Das Ministerium übt gemäß § 78 SGB V die Rechtsaufsicht über Körperschaften des öffentlichen Rechts aus, die als Selbstverwaltung Angelegenheiten des Gesundheitswesens in Bayern regeln. Hierzu gehören die Landesärztekammer, die Psychotherapeutenkammer, die Landeszahnärztekammer, die Tierärztekammer, die Apothekerkammer, die Kassenärztliche Vereinigung und die Kassenzahnärztliche Vereinigung. Ferner gehören die Krankenkassen und deren Pflegekassen, die in Bayern ihren Sitz haben, dazu. Ebenso unterliegt der Landesausschuss der Ärzte und Krankenkassen und der Landesausschuss der Zahnärzte und Krankenkassen der Rechtsaufsicht des StMGP.

## Rechtsgrundlagen im Geschäftsbereich
Die Rechtsgrundlagen ergeben sich aus bayerischen Gesetzen und Verordnungen sowie aus Bundesgesetzen und -verordnungen.

### Bereich Gesundheit
- Gesetz der Staatsregierung (Gesundheitsschutzgesetz)
- Gesundheitsdienst- und Verbraucherschutzgesetz
- Infektionsschutzgesetz
- Lebensmittelrecht
- Gesetz über die Spende, Entnahme und Übertragung von Organen und Geweben (Transplantationsgesetz)
- Bestattungsgesetz
- Verordnung zur Durchführung des Bestattungsgesetzes (Bestattungsverordnung)
- Verordnung zur Erweiterung der Meldepflicht auf andere übertragbare Krankheiten oder Krankheitserreger (Meldepflichtverordnung)

### Bereich Krankenhauswesen
- Bayerisches Krankenhausgesetz
- Krankenhausfinanzierungsgesetz
- Krankenhausentgeltgesetz
- Bundespflegesatzverordnung

### Sozialgesetzgebung
- Erstes Buch Sozialgesetzbuch (SGB I) – Allgemeiner Teil
- Viertes Buch Sozialgesetzbuch (SGB IV) – Gemeinsame Vorschriften für die Sozialversicherung
- Fünftes Buch Sozialgesetzbuch (SGB V) – Gesetzliche Krankenversicherung

## Gemeinsames Landesgremium
Am 1. Dezember 2015 wurde das Gemeinsame Landesgremium für Bayern zu Fragen der medizinischen Versorgung konstituiert. Rechtsgrundlage ist § 90a SGB V. Auf dieser Grundlage wurde durch das Bayerische Staatsministerium für Gesundheit und Pflege die dreizehnte Verordnung zur Änderung der Verordnung zur Ausführung der Sozialgesetze (§§ 10a–d) am 9. Juli 2015 erlassen. Das gemeinsame Landesgremium kann Empfehlungen zu sektorenübergreifenden Versorgungsfragen abgeben. Ferner gibt es Stellungnahmen zur Bedarfsplanung, Unterversorgung und Zulassungsbeschränkungen ab.
Es besteht aus 12 stimmberechtigten Mitgliedern:
- Bayerisches Staatsministerium für Gesundheit, Pflege und Prävention (2 Mitglieder)
- Landesverbände der Krankenkassen und Ersatzkassen (4 Mitglieder)
- Bayerische Krankenhausgesellschaft (2 Mitglieder)
- Kassenärztliche Vereinigung Bayerns (2 Mitglieder)
- Heilberufekammern (1 Mitglied)
- kommunale Spitzenverbände (1 Mitglied)

Soweit Angelegenheiten allein oder weit überwiegend die vertragszahnärztliche Versorgung betreffen (hierüber entscheidet das Staatsministerium für Gesundheit, Pflege und Prävention), entsendet die Kassenzahnärztliche Vereinigung Bayerns (KZVB) statt der Kassenärztlichen Vereinigung Bayerns 2 stimmberechtigte Mitglieder. Außer in diesem Sonderfall ist jedoch die KZVB kein Mitglied des Gemeinsamen Landesgremiums, auch nicht beratend.
Weitere Mitglieder, die mitberaten und bei der Beschlussfassung anwesend sein können, soweit sie nicht zu den stimmberechtigten Mitgliedern gehören:
- Bayerische Landesärztekammer (1 Mitglied)
- Bayerische Landeskammer der Psychologischen Psychotherapeuten und der Kinder- und Jugendlichenpsychotherapeuten (1 Mitglied)
- Bayerische Landeszahnärztekammer (1 Mitglied)
- Bayerische Landesapothekerkammer (1 Mitglied)
- der Bayerische Gemeindetag (1 Mitglied)
- der Bayerische Städtetag (1 Mitglied)
- der Bayerische Landkreistag (1 Mitglied)
- der Bayerische Bezirketag (1 Mitglied)
- Patienten- und Pflegebeauftragter der Bayerischen Staatsregierung (1 Mitglied)
- Patientenvertreter (2 Mitglieder)

Das Gremium kann Arbeitsausschüsse einrichten.

## Bayerischer Gesundheits- und Pflegepreis 2015
Erstmals hat 2015 das StMGP den Bayerischen Gesundheits- und Pflegepreis ausgeschrieben, für den sich insgesamt 163 Bewerber nominiert haben. Ziel des Preises ist es, außergewöhnliche, herausragende Leistungen im Gesundheits- und Pflegebereich auszuzeichnen. Es ist die höchste staatliche Auszeichnung im Gesundheits- und Pflegebereich in Bayern. Die drei Preisträger erhalten jeweils 5000 Euro. In einem Festakt wurden die Preise am 17. November 2015 im Kaisersaal der Münchner Residenz den drei Preisträgern durch die Staatsministerin Melanie Huml überreicht.
| Preisträger 2015                                                  | Projekt |
| ----------------------------------------------------------------- | --- |
| Team Neopass; Kinderklinik Dritter Orden, Passau                  | „Bestens versorgt von Anfang an!“ Familienintegrierende Versorgung von Frühgeborenen                             |
| Open.med München; Ärzte der Welt e. V.                            | „Für Menschen ohne Krankenversicherung.“ Anonyme und kostenlose allgemeinmedizinische Sprechstunden              |
| Zahnärztlicher Bezirksverband Niederbayern K. d. ö. R., Straubing | „Mobile zahnärztliche Versorgung“ in Senioren- und Behindertenheimen mittels temporär umgerüsteten Rettungswagen |

## Bündnis für Prävention
Staatsministerin Huml hatte in ihrer Regierungserklärung am 19. Mai 2015 ein Bündnis für Prävention angekündigt. Die Grundlage dafür bildet der Bayerische Präventionsplan, an dessen Erarbeitung alle Staatsministerien und die Mitglieder der Landesarbeitsgemeinschaft Prävention beteiligt waren. Ein Kernanliegen ist dabei die verstärkte Vermeidung und Früherkennung von Krankheiten. Mit 83 Partnern wurde die Urkunde zum neuen Bündnis für Prävention am 25. November 2015 im Kaisersaal der Residenz in München unterzeichnet. An dem Bündnis beteiligen sich unter anderem Vertreter der Kammern, Krankenkassen und Verbänden. Es soll die Menschen bei einer gesunden Lebensweise unterstützen.